# Person to Person
Person to Person è un programma televisivo statunitense andato in onda sulla rete CBS dal 1953 al 1961 e nel 2012.

## Ospiti
Il primo ospite fu Roy Campanella, che aveva appena battuto un fuoricampo per i Brooklyn Dodgers contro i New York Yankees nelle World Series del 1953. In seguito apparve su una sedia a rotelle nel 1959 in seguito al suo incidente automobilistico.
Fra gli ospiti, l'allora senatore John F. Kennedy e sua moglie Jacqueline, Elizabeth Taylor, Dean Martin, Frank Sinatra, Leonard Bernstein e Felicia Montealegre Bernstein, Mae West, Jerry Lewis, Marlon Brando, Humphrey Bogart, Lauren Bacall, Liberace, Ethel Waters, Sammy Davis Jr., Groucho e Harpo Marx, Margaret Mead, Harry Truman, Marilyn Monroe, W.C. Handy, Duke Ellington, Tallulah Bankhead, Noël Coward, Ethel Merman, Tony Curtis e Janet Leigh, Fidel Castro, Bing Crosby, Julie Newmar, Leopold Stokowski, Kirk Douglas e John Steinbeck.

## Nella cultura di massa
Nel 1959, la Warner Bros. ha prodotto un cortometraggio di animazione ispirato al programma Person to person, dal titolo Person to Bunny, regia di Friz Freleng. Il cortometraggio, con Bugs Bunny, Daffy Duck e Taddeo, è stato distribuito il 1 aprile 1960.